# Mondragon
Pour les articles homonymes, voir Mondragon (homonymie).
Mondragon est une commune française située dans le département de Vaucluse, en région Provence-Alpes-Côte d'Azur.

## Géographie
La commune de Mondragon est située au nord-ouest de Vaucluse.
|                                 | Lamotte-du-Rhône      | Bollène   |
| Pont-Saint-Esprit Gard Le Rhône | Mondragon             | Rochegude |
| Le Rhône                        | Vénéjan Gard Le Rhône | Mornas    |

### Accès

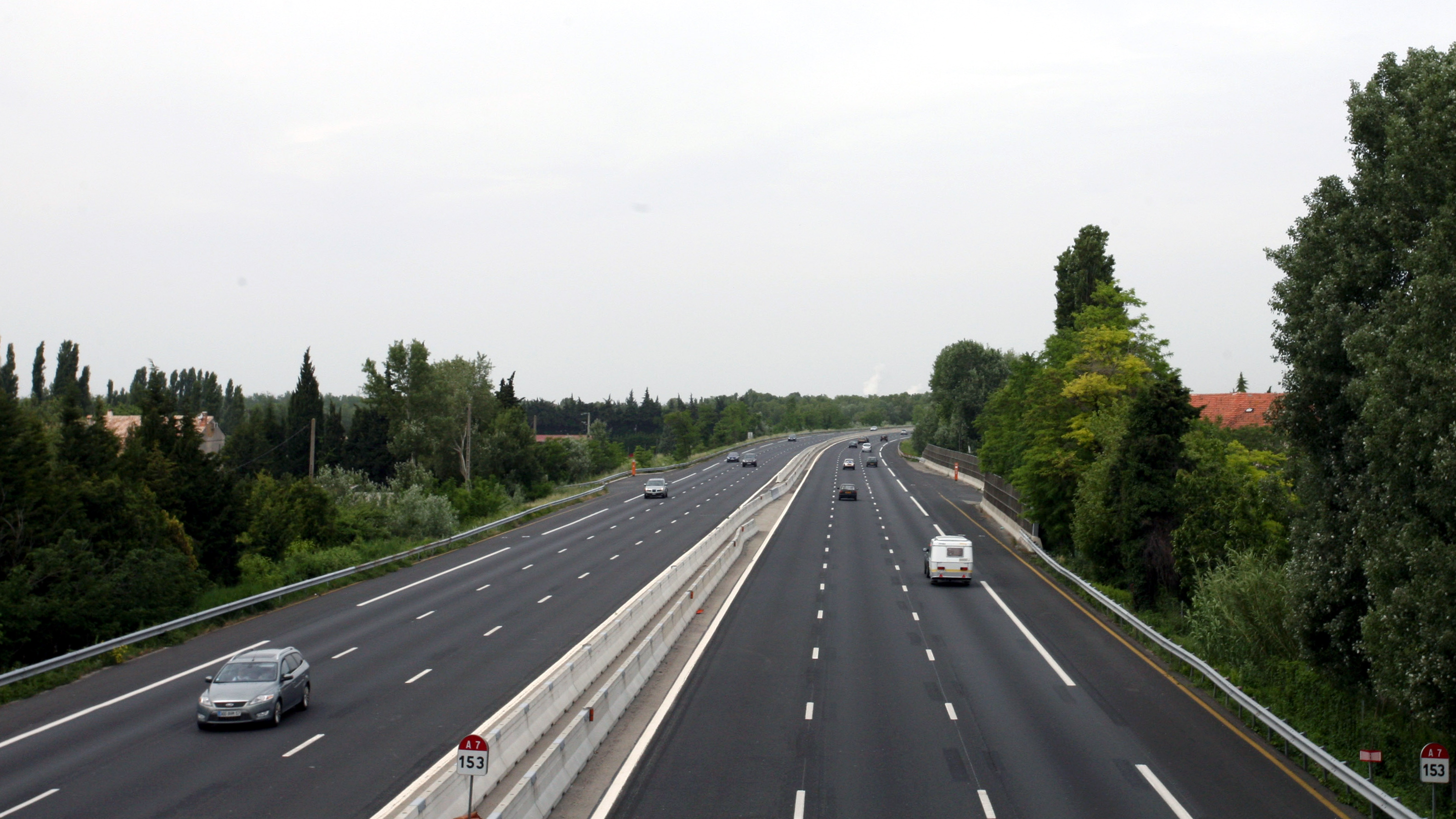
L'autoroute A7 au niveau de Mondragon.

La route nationale 7 est sans aucun doute la plus connue des routes qui traversent la commune. On trouve aussi les routes départementales 26, 44 et 152 qui arrivent toutes au bourg. La route départementale 12 traverse la commune à l'est sur un axe nord-sud.
L'autoroute la plus proche est l'autoroute A7 qui passe d'ailleurs sur la commune et la sortie 20 "Mondragon" existe dans sens sud-nord grâce au demi-échangeur entre Piolenc et Mornas. Les autres sorties les plus proches sont la sortie 19 au nord sur la commune voisine de Bollène et la sortie 21 au sud sur la commune d'Orange.
L'accès vers le sud peut se faire, au nord par l'échangeur de Bollène, au sud par le demi-échangeur de Piolenc (entre Mornas et Orange).

### Relief et géologie
La commune se situe entre le massif d'Uchaux à l'est et la vallée du Rhône à l'ouest. Son point le plus bas avec une altitude de 34 mètres est donc situé au sud-ouest de la commune et son point le plus haut, avec une altitude de 217 mètres, à l'est de la commune et du bourg.
Le massif d'Uchaux constitue une unité anticlinale dissymétrique axée est-ouest, à cœur crétacé, avec deux synclinaux, l'un au sud et l'autre au nord. Les sols de la commune au niveau du massif (à l'est du bourg) sont principalement composés de calcaires quartzeux, avec quelques sols marneux, sols gréseux et formations résiduelles ou faiblement remaniées, indifférenciées. La partie à l'ouest du bourg est une plaine alluvionnaire.

### Sismicité
Les cantons de Bonnieux, Apt, Cadenet, Cavaillon, et Pertuis sont classés en zone Ib (risque faible). Tous les autres cantons du département de Vaucluse sont classés en zone Ia (risque très faible). Ce zonage correspond à une sismicité ne se traduisant qu'exceptionnellement par la destruction de bâtiments.

### Hydrographie
Selon un axe nord-sud, on trouve à l'ouest du bourg et en limite, le Rhône, puis le canal de Donzère-Mondragon, le Lez qui touche le bourg à l'ouest et enfin le canal de Pierrelatte qui le traverse. On trouve aussi sur la commune le ruisseau le Valadas (en bordure de commune au sud), un plan d'eau au niveau de l'Ile Vieille (au sud-ouest de la commune) et divers petits canaux d'irrigation.

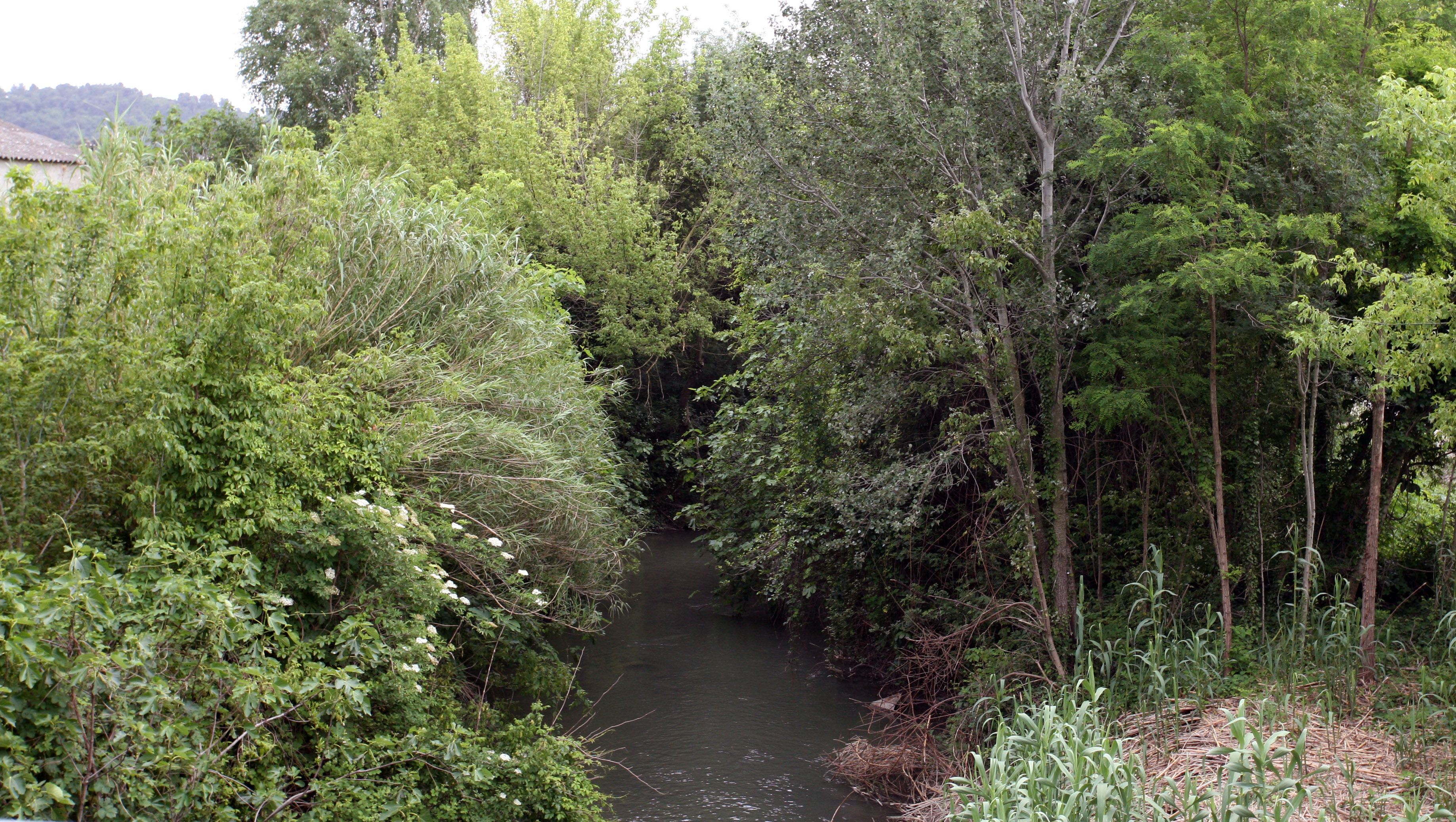
Le Lez.
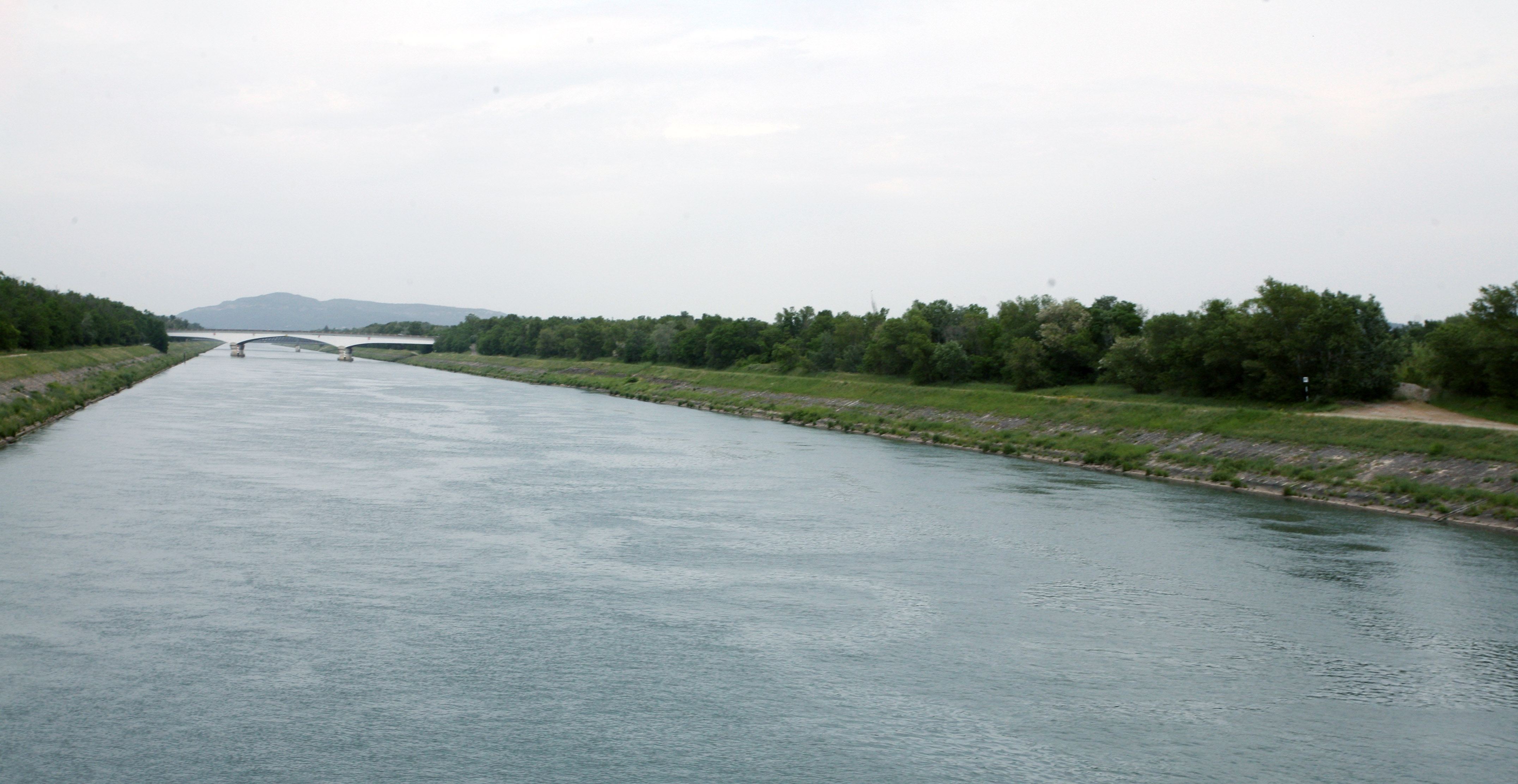
Le canal de Donzère-Mondragon.

### Climat
Pour des articles plus généraux, voir Climat de Provence-Alpes-Côte d'Azur et Climat de Vaucluse.
En 2010, le climat de la commune est de type climat méditerranéen franc, selon une étude du Centre national de la recherche scientifique s'appuyant sur une série de données couvrant la période 1971-2000. En 2020, Météo-France publie une typologie des climats de la France métropolitaine dans laquelle la commune est exposée à un climat méditerranéen et est dans la région climatique  Provence, Languedoc-Roussillon, caractérisée par une pluviométrie faible en été, un très bon ensoleillement (2 600 h/an), un été chaud (21,5 °C), un air très sec en été, sec en toutes saisons, des vents forts (fréquence de 40 à 50 % de vents > 5 m/s) et peu de brouillards.
Pour la période 1971-2000, la température annuelle moyenne est de 14 °C, avec une amplitude thermique annuelle de 18,2 °C. Le cumul annuel moyen de précipitations est de 783 mm, avec 5,7 jours de précipitations en janvier et 3,3 jours en juillet. Pour la période 1991-2020, la température moyenne annuelle observée sur la station météorologique de Météo-France la plus proche, « Pont-Saint-Esprit », sur la commune de Pont-Saint-Esprit à 5 km à vol d'oiseau, est de 14,2 °C et le cumul annuel moyen de précipitations est de 829,8 mm. 
La température maximale relevée sur cette station est de 42,2 °C, atteinte le 6 août 2003 ; la température minimale est de −12,7 °C, atteinte le 7 janvier 1985,,.
Les paramètres climatiques de la commune ont été estimés pour le milieu du siècle (2041-2070) selon différents scénarios d'émission de gaz à effet de serre à partir des nouvelles projections climatiques de référence DRIAS-2020. Ils sont consultables sur un site dédié publié par Météo-France en novembre 2022.

## Urbanisme

### Typologie
Au 1er janvier 2024, Mondragon est catégorisée bourg rural, selon la nouvelle grille communale de densité à sept niveaux définie par l'Insee en 2022.
Elle appartient à l'unité urbaine de Mondragon, une unité urbaine monocommunale constituant une ville isolée,. Par ailleurs la commune fait partie de l'aire d'attraction de Bollène, dont elle est une commune de la couronne,. Cette aire, qui regroupe 2 communes, est catégorisée dans les aires de moins de 50 000 habitants,.

### Occupation des sols
L'occupation des sols de la commune, telle qu'elle ressort de la base de données européenne d’occupation biophysique des sols Corine Land Cover (CLC), est marquée par l'importance des territoires agricoles (54,3 % en 2018), en diminution par rapport à 1990 (59 %). La répartition détaillée en 2018 est la suivante : 
forêts (31,9 %), zones agricoles hétérogènes (31,7 %), cultures permanentes (22,6 %), eaux continentales (9 %), zones urbanisées (4,7 %). L'évolution de l’occupation des sols de la commune et de ses infrastructures peut être observée sur les différentes représentations cartographiques du territoire : la carte de Cassini (XVIIIe siècle), la carte d'état-major (1820-1866) et les cartes ou photos aériennes de l'IGN pour la période actuelle (1950 à aujourd'hui).

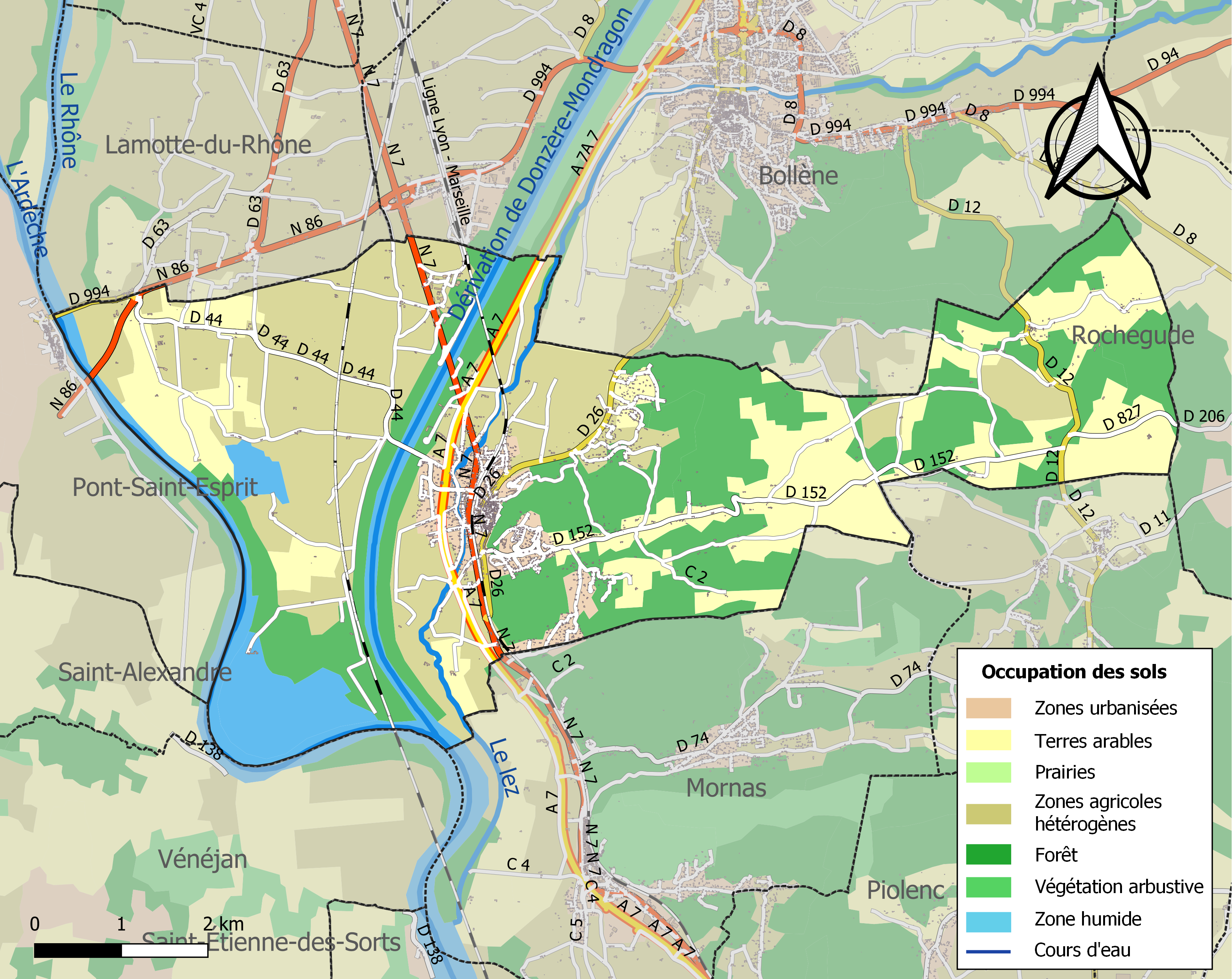
Carte des infrastructures et de l'occupation des sols de la commune en 2018 (CLC).

## Toponymie
Du latin Mons : Montagne, qui peut désigner une simple colline, en pays de plaine. Mondragon (on a aussi écrit Montdragon) provient, plus précisément, d'un nom à valeur militaire, « mondraconis » (1137).

## Histoire

### Préhistoire et Antiquité
Des débris de céramiques néolithiques ont été trouvés dans la grotte de la Roque-Chien.
La colonisation romaine a laissé des traces importantes au quartier Saint-Jean. Outre différentes fondations aux murs arasés, y a été trouvée une statue d'un guerrier gaulois (1,8 mètre de haut) qui se trouve maintenant dans les collections du musée Calvet d'Avignon.

### Moyen Âge

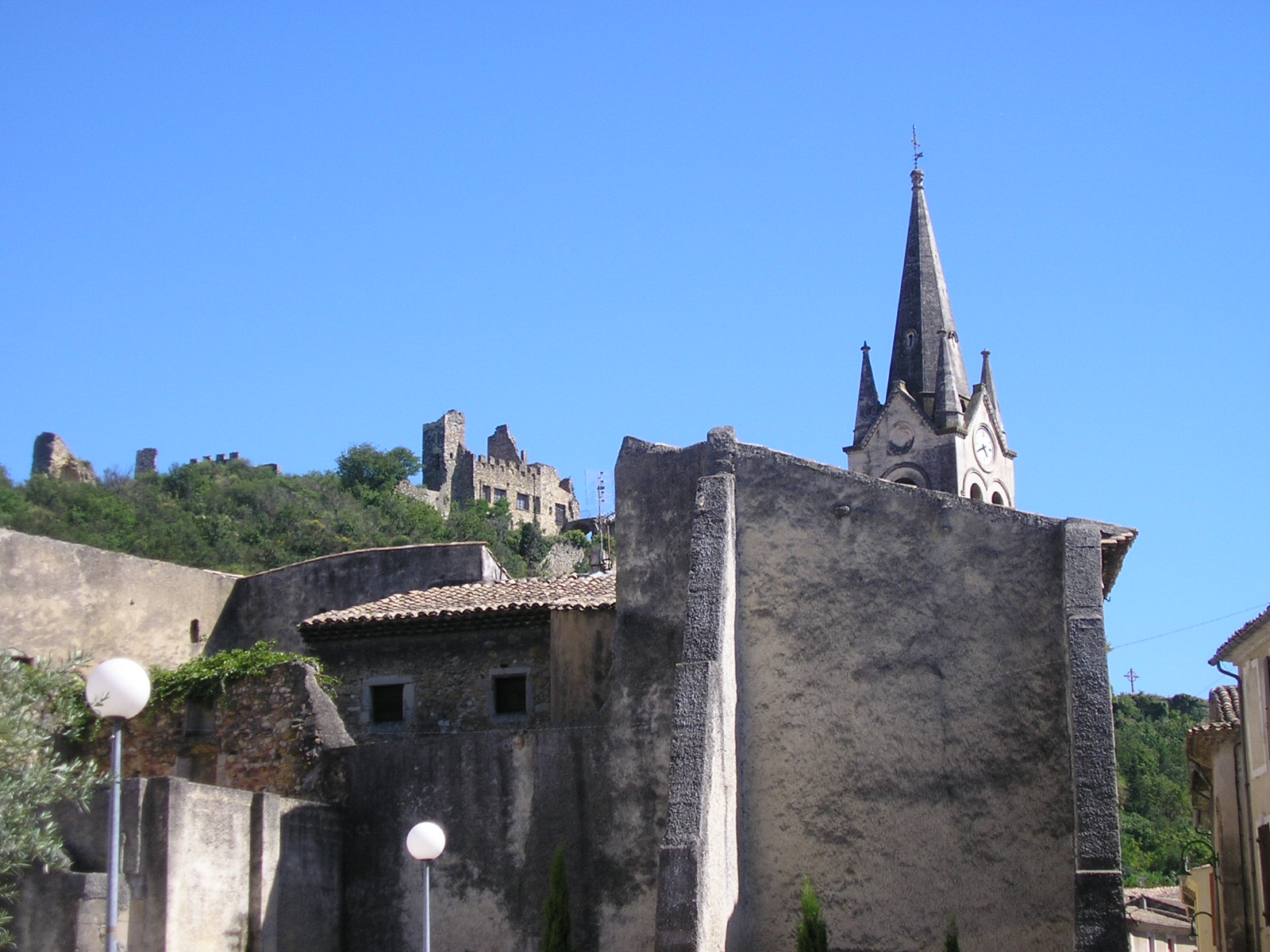
Le centre du village médiéval sommé de son château.

En 1144, l'empereur Conrad III donna Mondragon, avec droits de haute et basse justice, à l'archevêque d'Arles et lui accorda le titre de prince du Saint-Empire,. Une famille seigneuriale existait déjà, les Dragonet de Mondragon. En 1143, Guillaume de Mondragon, fils de Dragonet, prêta hommage à l'archevêque.
Mais une charte du début du XIIe siècle indiquait que ce fief était sous la suzeraineté de Raymond de Toulouse, marquis de Provence. Les Toulouse n'y admettaient comme vassaux que les Dragonet, qui avaient donné leur nom à la colline sur laquelle avait été édifié leur castrum, le Mons Dragonis, et l'enclave de Derboux était reconnue comme une baronnie de la principauté d'Orange. Une charte de la principauté d'Orange, datée de 1128 confirma que les feudataires de l'enclave de Derboux rendaient hommage au prince d'Orange. La lutte d'influence entre le comte de Provence et l'archevêque d'Arles continua durant des siècles. En 1178, pour contrer la mainmise de l'archevêque, le comte de Toulouse donna Mondragon en paréage à plusieurs coseigneurs. Au XIVe siècle, ils étaient quatre : les Mondragon, les Cabris, les Montaigu et les Cavaillon.
En 1224, un Dragonet de Mondragon devint le podestat de la république d'Arles pour une durée de trois ans. La présence pontificale à Avignon atténua le conflit entre la première maison capétienne d'Anjou qui avait hérité du comté de Provence, et les archevêques. Pour calmer les tensions, les Chalons, qui ont succédé à la maison des Baux comme princes d'Orange, nommèrent comme barons de Derboux des co-seigneurs de Mondragon. Ce fut le cas de Bertrand de Cabris qui en rendit hommage en 1404.

### Renaissance
Cette politique d'apaisement continua au siècle suivant, puisqu'en 1510 Derboux fut donné en fief à Almaric et Dragonnet de Mondragon qui en rendirent hommage au prince d'Orange.
En 1536, quand Charles Quint envahit la Provence, les parlementaires d'Aix se réfugièrent à Mondragon. La même année, François Ier annexa la principauté au royaume de France. François II reporta cette décision en 1560 et les coseigneurs continuèrent à porter le titre de prince de Mondragon jusqu'à la Révolution.
Au cours du XVIIe siècle, les seigneurs de Suze et de Rochegude s'ajoutèrent à la liste des tenants fief à Mondragon. Derboux fut donné en fief à Paul II de Mistral, coseigneur de Mondragon, qui en rendit hommage en 1619,.

### Période moderne
En 1710, les deux syndics qui dirigeaient la principauté au nom de l'archevêque d'Arles et des autres coprinces laïcs, se donnèrent le qualificatif de maires et de consuls. Dix-neuf ans plus tard, six coseigneurs se partageaient le titre de prince de Mondragon : l'archevêque d'Arles (seigneur principal : Jacques de Forbin-Janson) ; le marquis de Coulanges (de la famille de Gallet de Mondragon,, sans doute par achat de la moitié de la part des Bimard ; un Gallet de Mondragon acquit aussi le marquisat de St-Chamond en 1768) ; le baron de Mantin (les Mantin furent aussi barons d'Allier et Montbrun en Vivarais, coseigneurs de Rochegude) ; Pierre de Bimard (père de Joseph) ; le marquis de Fogasses (ou Fougasse ; Paul-Charles III de Fougasse, † 1751, par une récente acquisition) ; et les héritiers de François Le Centenier.
Par ailleurs, le dernier baron de Derboux fut Gaspard Marie de Mansin de Guyon de Saint-Marcel, colonel de la cavalerie pontificale, qui en rend hommage en 1775.
Le 12 août 1793 fut créé le département de Vaucluse, constitué des districts d'Avignon et de Carpentras, mais aussi de ceux d'Apt et d'Orange, qui appartenaient aux Bouches-du-Rhône, ainsi que du canton de Sault, qui appartenait aux Basses-Alpes.
Au XIXe siècle, dans la plaine alluvionnaire le long du Rhône, la commune produisait du blé, de la garance, des légumes et des cocons de vers à soie. Dans les collines, sur la partie est du territoire communal, des mines de lignite étaient exploitées ainsi que des carrières fournissant du grès.

### Période contemporaine
L’appellation côtes-du-rhône fut acquise dès 1937, puis, en 1983, les vins de la commune purent postuler à l'appellation côtes-du-rhône villages. Ce fut enfin le 25 août 2005, que ce terroir accéda au classement en côtes-du-rhône villages avec nom géographique massif-d'uchaux.
La conclusion du pacte germano-soviétique fin août 1939 et le déclenchement de la Seconde Guerre mondiale suscitent une chasse aux communistes, à la fois dans l’espace politique (le parti est interdit, les maires suspendus) et dans l’espace symbolique : le 15 mars 1940, Albert Sarraut, ministre de l’Intérieur, envoie une circulaire aux préfets leur enjoignant de mener la chasse aux noms de rues évoquant le communisme, ce qui est un tournant, car normalement le gouvernement n’intervient pas dans ce domaine qui relève traditionnellement du pouvoir des communes. C’est ainsi qu'à Mondragon, la rue Alexandre Blanc, nommée en l’honneur du député communiste et pacifiste de la circonscription, est débaptisées.

### Héraldique
|  | Les armes peuvent se blasonner ainsi : D'argent au monde d'azur, ceintré et croisé d'or. Devise : concordia amica pacis (la concorde est l'amie de la paix). |

### Liste des maires

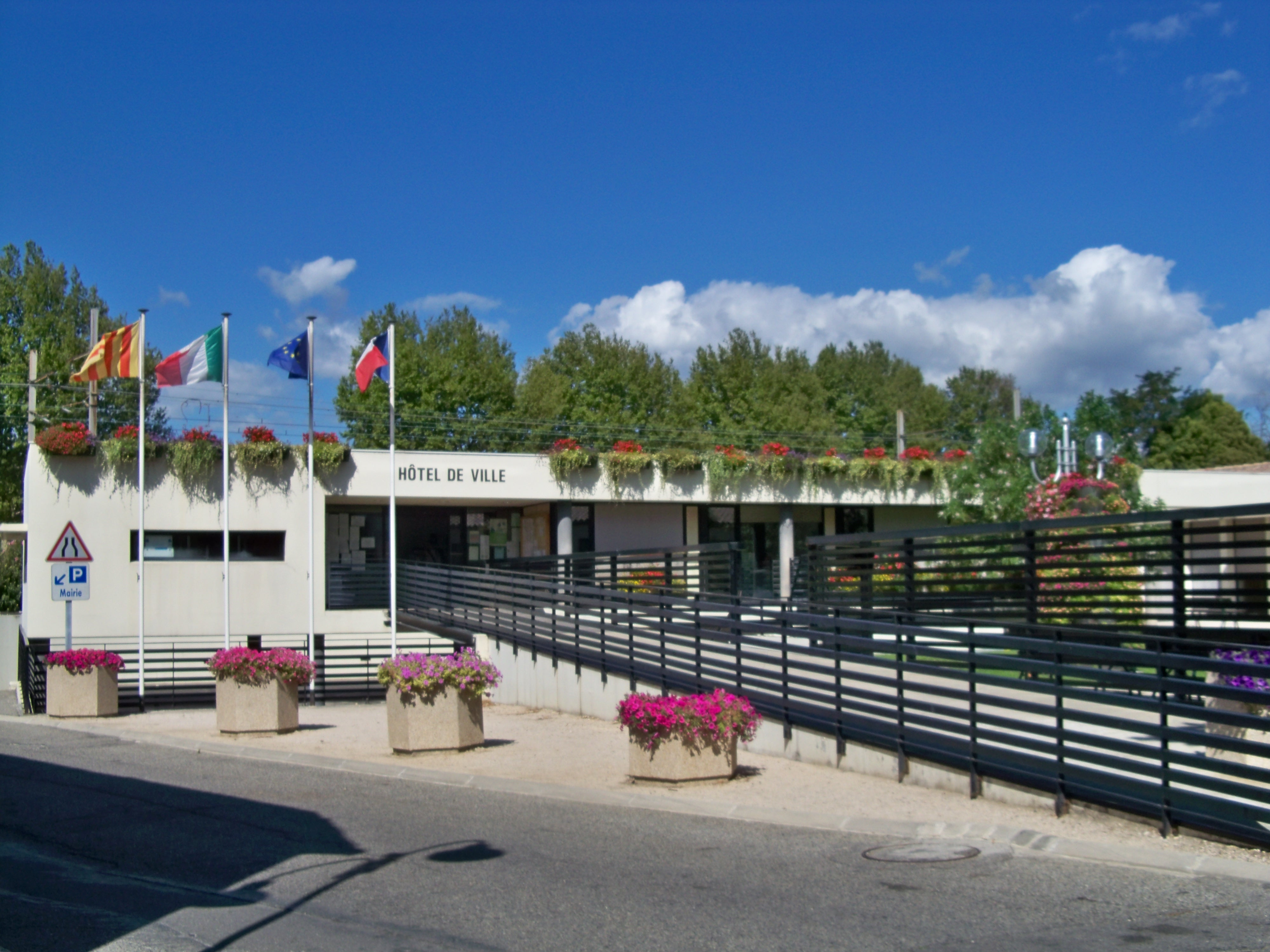
Hôtel de ville de Mondragon.

## Politique et administration

### Fiscalité locale
| Taxe                                                | part communale | Part intercommunale | Part départementale | Part régionale |
| --------------------------------------------------- | -------------- | ------------------- | ------------------- | -------------- |
| Taxe d'habitation (TH)                              | 8,80 %         | 0,00 %              | 7,55 %              | 0,00 %         |
| Taxe foncière sur les propriétés bâties (TFPB)      | 10,32 %        | 0,00 %              | 10,20 %             | 2,36 %         |
| Taxe foncière sur les propriétés non bâties (TFPNB) | 40,41 %        | 0,00 %              | 28,96 %             | 8,85 %         |
| Taxe professionnelle (TP)                           | 21,88 %*       | 0,00 %              | 22,59 %             | 3,84 %         |

La part régionale de la taxe d'habitation n'est pas applicable.
La taxe professionnelle est remplacée en 2010 par la cotisation foncière des entreprises (CFE) portant sur la valeur locative des biens immobiliers et par la contribution sur la valeur ajoutée des entreprises (CVAE) (les deux formant la contribution économique territoriale (CET) qui est un impôt local instauré par la loi de finances pour 2010).

## Démographie
L'évolution du nombre d'habitants est connue à travers les recensements de la population effectués dans la commune depuis 1793. Pour les communes de moins de 10 000 habitants, une enquête de recensement portant sur toute la population est réalisée tous les cinq ans, les populations de référence des années intermédiaires étant quant à elles estimées par interpolation ou extrapolation. Pour la commune, le premier recensement exhaustif entrant dans le cadre du nouveau dispositif a été réalisé en 2008.

En 2022, la commune comptait 3 756 habitants, en évolution de −1,93 % par rapport à 2016 (Vaucluse : +1,73 %, France hors Mayotte : +2,11 %).
| 1793  | 1800  | 1806  | 1821  | 1831  | 1836  | 1841  | 1846  | 1851  |
| ----- | ----- | ----- | ----- | ----- | ----- | ----- | ----- | ----- |
| 1 850 | 1 787 | 1 976 | 2 245 | 2 321 | 2 593 | 2 595 | 2 811 | 2 842 |

| 1856  | 1861  | 1866  | 1872  | 1876  | 1881  | 1886  | 1891  | 1896  |
| ----- | ----- | ----- | ----- | ----- | ----- | ----- | ----- | ----- |
| 2 942 | 2 882 | 2 746 | 2 643 | 2 585 | 2 516 | 2 408 | 2 368 | 2 241 |

| 1901  | 1906  | 1911  | 1921  | 1926  | 1931  | 1936  | 1946  | 1954  |
| ----- | ----- | ----- | ----- | ----- | ----- | ----- | ----- | ----- |
| 2 139 | 2 098 | 2 084 | 1 905 | 1 795 | 1 802 | 1 713 | 1 651 | 1 845 |

| 1962  | 1968  | 1975  | 1982  | 1990  | 1999  | 2006  | 2008  | 2013  |
| ----- | ----- | ----- | ----- | ----- | ----- | ----- | ----- | ----- |
| 1 945 | 2 592 | 2 399 | 2 913 | 3 118 | 3 363 | 3 523 | 3 574 | 3 745 |

| 2018  | 2022  | - | - | - | - | - | - | - |
| ----- | ----- | - | - | - | - | - | - | - |
| 3 754 | 3 756 | - | - | - | - | - | - | - |

## Économie

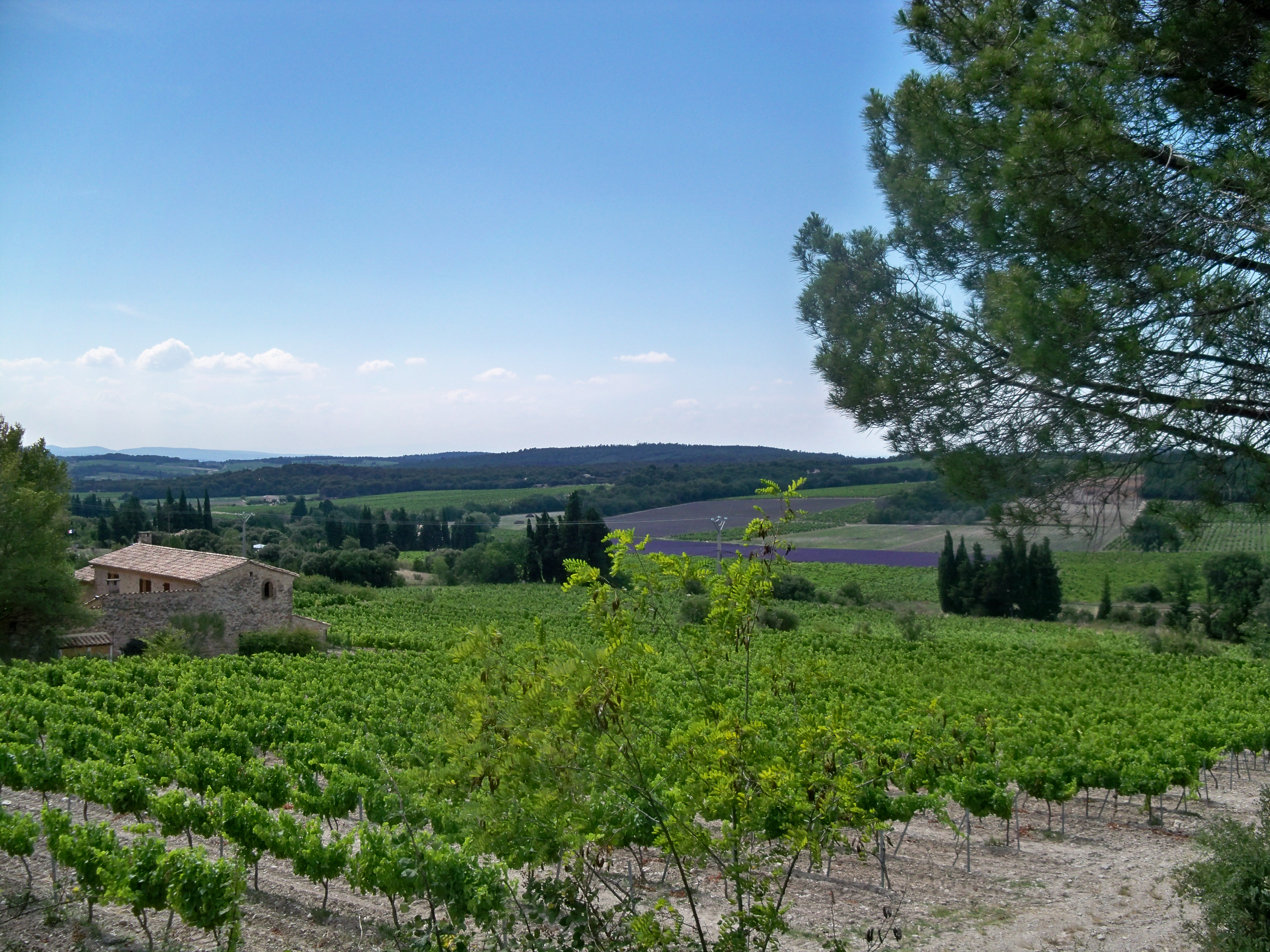
Champs de lavande et vignoble du massif-d'uchaux (AOC) sur la commune de Mondragon.

### Tourisme
Le tourisme joue un rôle dans l'économie locale comme le montrent les chambres d'hôtes, hôtels et le camping.
Chaque année, une fête médiévale est organisée par le comité des fêtes. Cette fête, qui perdure depuis plus de 49 ans est nommée fête du Drac.
En voici la légende :
Il était une fois dans un village du bord du Rhône, un dragon qui hantait le fleuve. Il apparaissait de temps en temps et faisait disparaître des jeunes filles... Toute la journée on s'amuse, on se balade dans le marché médiéval, on traverse le camp de guerriers, on l'attend ! À la tombée de la nuit, défilé de chars, joyeuses bandes de saltimbanques, jongleurs, acrobates, musiciens, danseurs, et chevaliers, et enfin le dragon... vert de toutes les algues millénaires qui le recouvrent, des yeux jetant des flammes, une crête dorsale sur un corps très long terminé par une queue de serpent. Il traverse la ville, fier de l'hommage qui lui est rendu.
La fête du Drac se caractérise par la participation de nombreux villageois en tant que créateurs d'animation, mais aussi en tant que figurants dans la journée et pendant le défilé. Des troupes professionnelles nous aident à plonger le village dans une ambiance médiévale : campements, jeux en bois, déambulations d'échassiers et de troupes musicales, lanceurs de drapeaux, gueux, et bien d'autres...
Vers 22 h, le défilé aux flambeaux prend place et arpente les rues du village avec bourgeois, paysans, chevaliers, elfes, gueux, musiciens...

### Agriculture
Le vignoble produit des vins classés en massif-d'uchaux (AOC). Ceux qui ne sont pas en appellation d'origine contrôlée peuvent revendiquer, après agrément, le label vin de pays de la Principauté d'Orange.
Lavandes et lavandins sont cultivés sur les contreforts septentrionaux des collines.

## Culture locale et patrimoine

### Culture

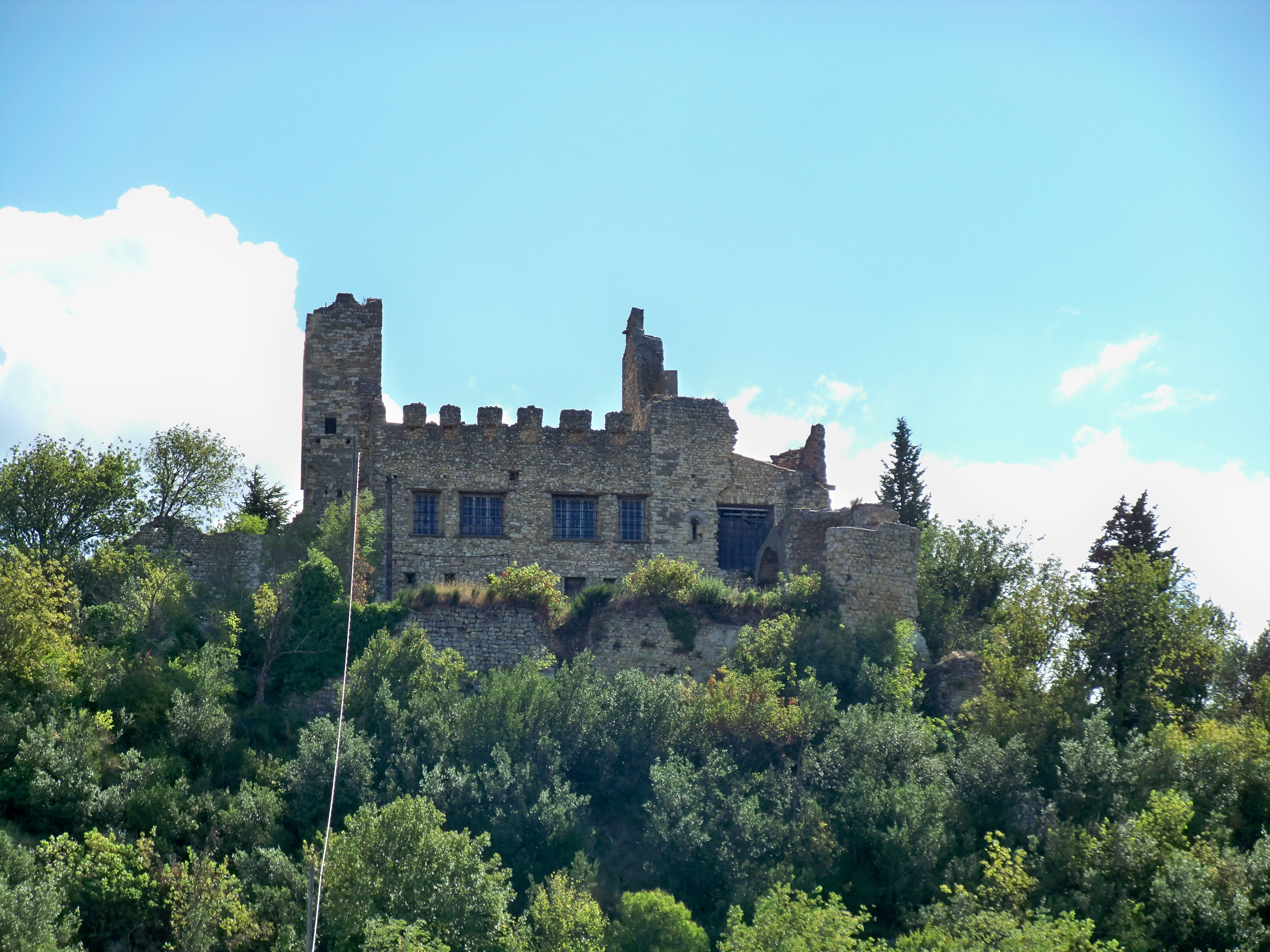
Le château de Mondragon.

- À la fin de la pièce Ubu roi (1896) d'Alfred Jarry, c'est au château de Mondragon que le père Ubu choisit de se retirer[39]. En effet, Charles Morin (auteur avec son frère Henri du texte initial, Les Polonais[40]) fut élève du collège d'Arles, et connaissait le château[41].
- Un épisode de Minuscule : la Vie privée des insectes (saison 2, épisode 1) a été tourné à Mondragon.
- L'espace culturel de la ville porte le nom du chanteur Jean Ferrat depuis 2011[42].

### Patrimoine civil
- Le château de Mondragon, situé sur la colline au-dessus du village.
- L'hôtel de Suze (XIVe siècle). Façade de style Renaissance avec fenêtres à meneaux.
- Les vestiges du château des Dragonet (XIIe siècle).

### Patrimoine religieux
- L'église Saint-Trophime de Mondragon ;
- La Chapelle des Pénitents blancs ;
- La chapelle Notre-Dame-des-Plans ;
- La chapelle de Derboux.
- La chapelle Saint Nicolas dans la parie mondragonaise d'un pilier du Pont de Pont Saint Esprit.

## Équipements ou Services

### Enseignement
La commune possède une école primaire publique Jean-Moulin. Ensuite les élèves vont au collège Paul-Éluard à Bollène puis au lycée Lucie-Aubrac à Bollène.

### Santé
On trouve sur la commune des médecins, une pharmacie, etc.
Les hôpitaux les plus proches sont à environ cinq kilomètres, à Bollène et à Pont-Saint-Esprit.

## Vie locale

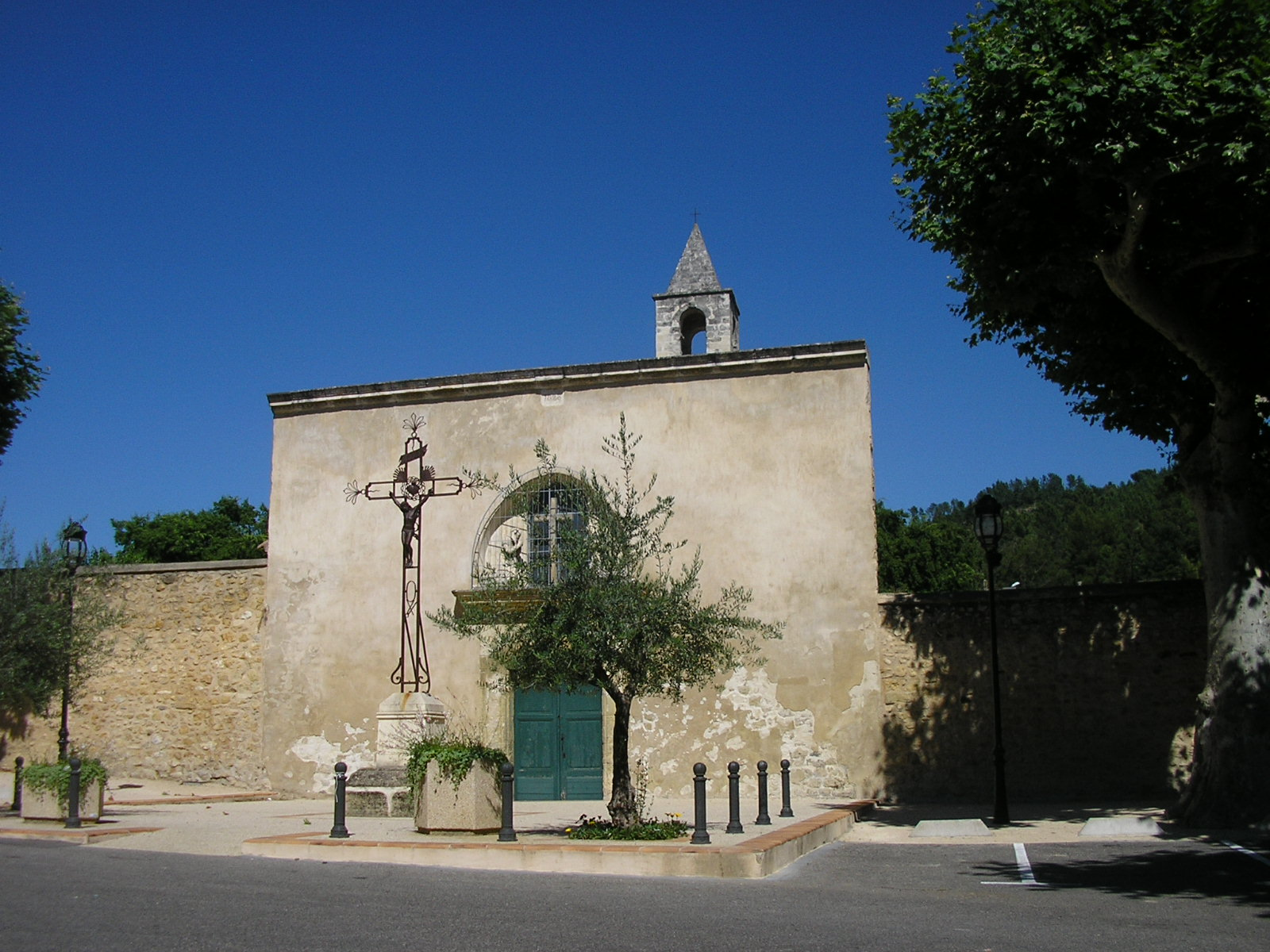
Entrée du cimetière.

### Cultes
La paroisse catholique fait partie du diocèse d'Avignon, doyenné d'Orange Bollène.

### Environnement
La communauté de communes Rhône-Lez-Provence a dans ses compétences la « Protection et mise en valeur de l'environnement ». On trouve sur la commune une déchèterie.

## Personnalités liées à la commune
- Antoine-Joseph Augier, ancien député de Vaucluse au conseil des Anciens, né à Mondragon en 1728. Grand-père de Victor Augier.
- Jean-Jacques Reboul, ancien député de Vaucluse, né à Mondragon en 1781.